# Mpanjaka collenettei
Mpanjaka collenettei este o molie din familia Erebidae care se găsește în centrul Madagascarului.
Masculul are o anvergură a aripilor de 35  mm, iar lungimea aripilor din față este de 17 mm.

## Vezi și
- Listă de molii din Madagascar

## Legături externe
- en Baza de date a genului Lepidoptera la Muzeul de istorie naturală